# 湯河原町

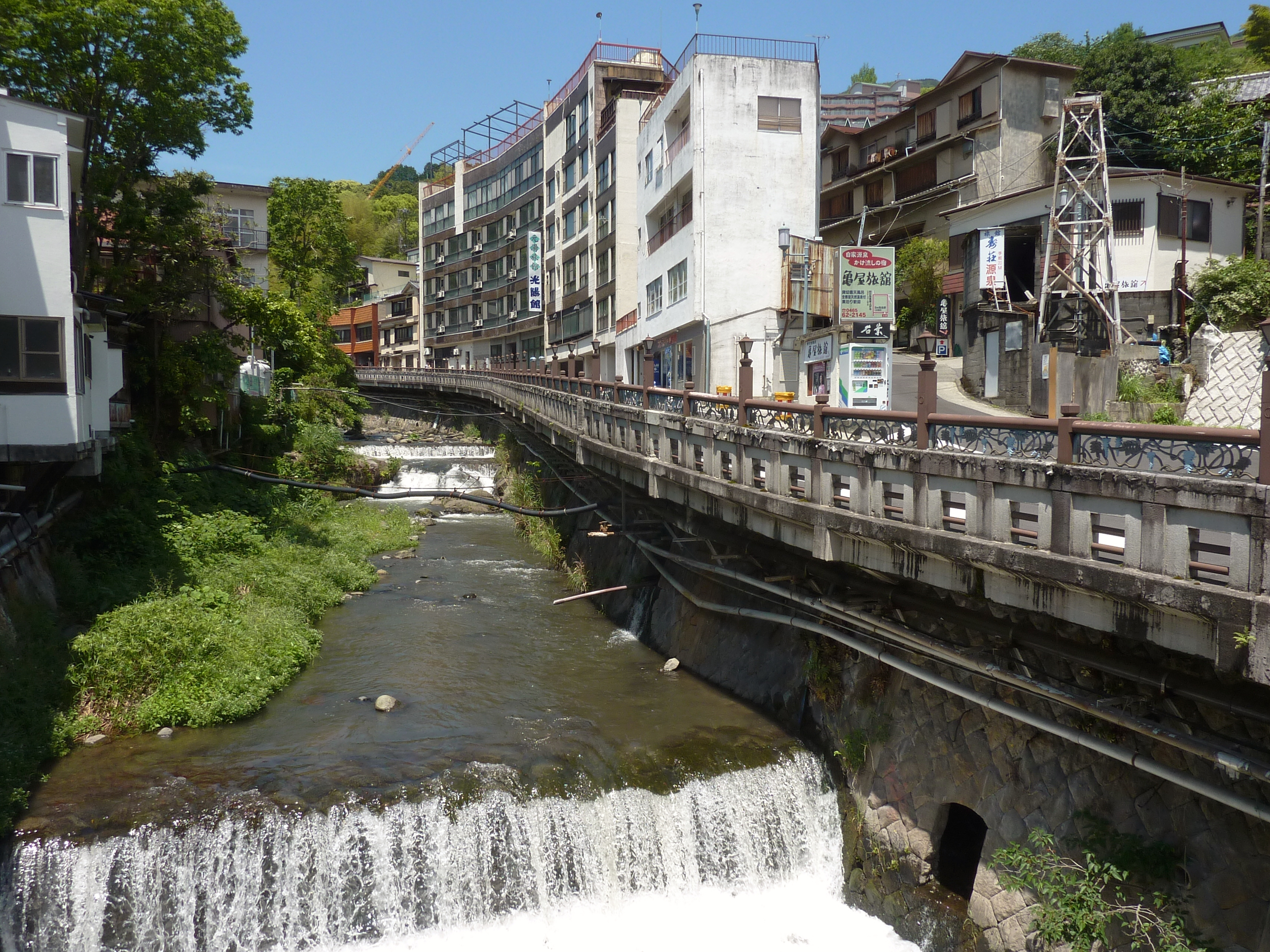
湯河原温泉街

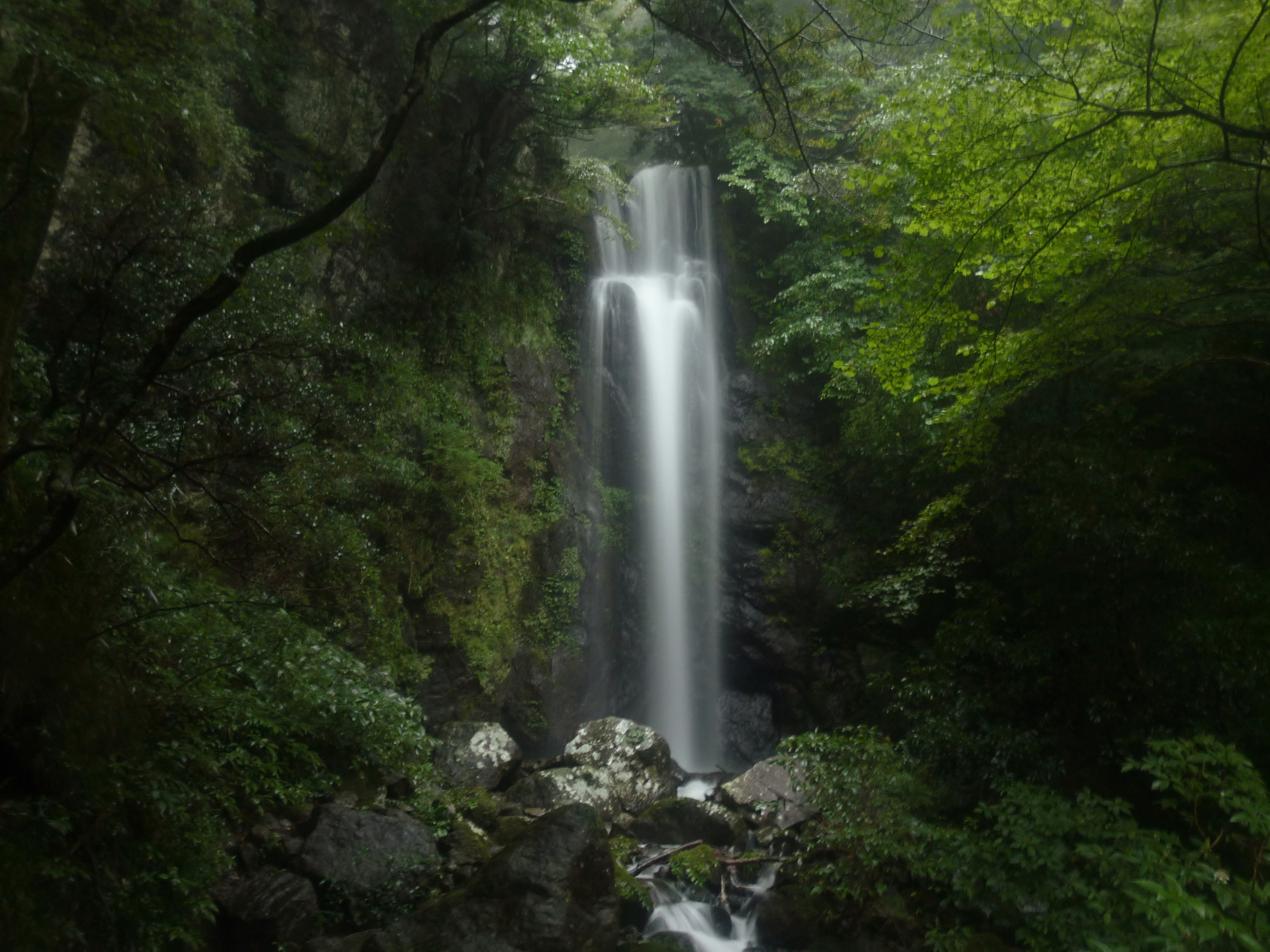
白雲の滝

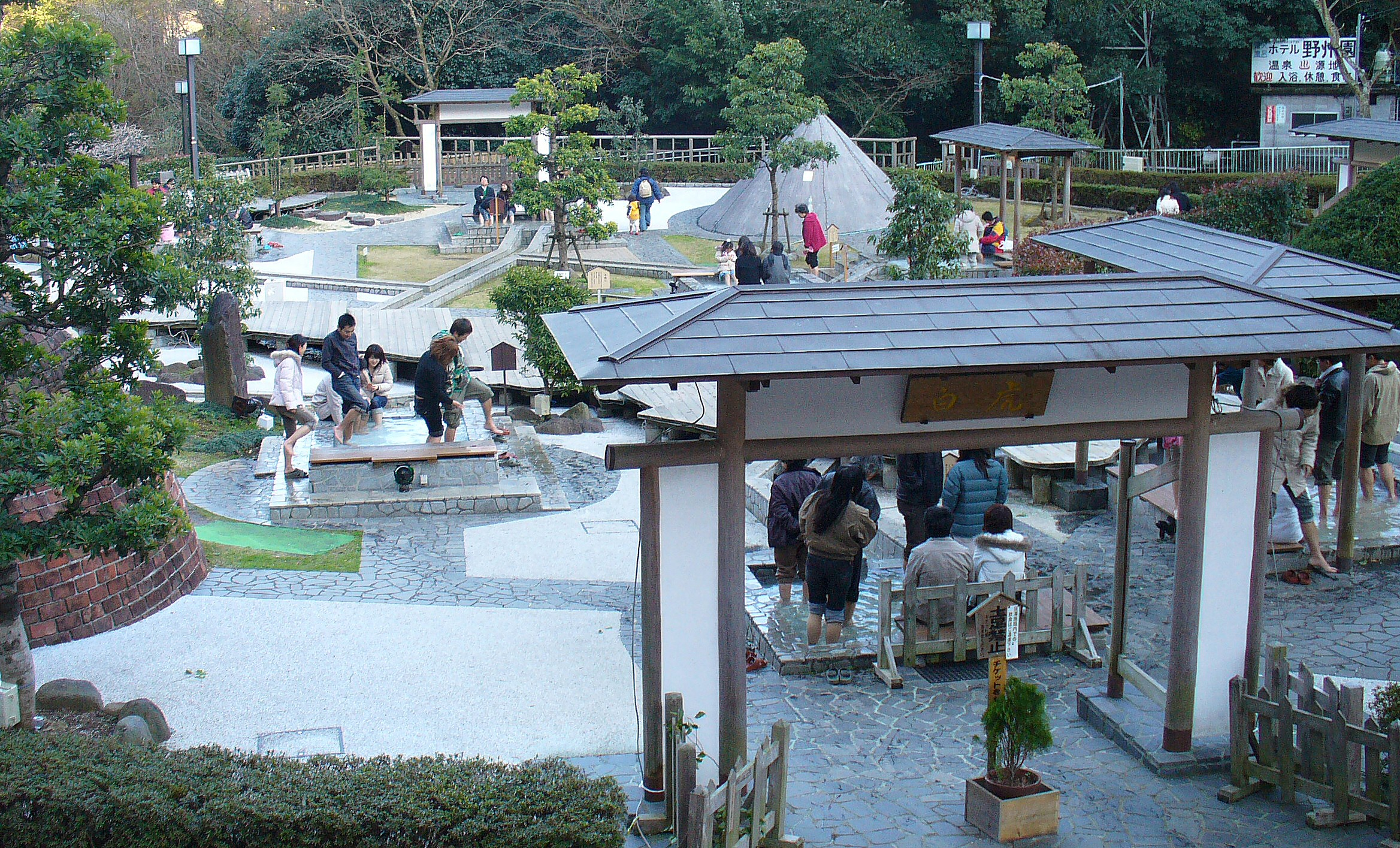
独歩の湯

湯河原町（日语：／ Yugawara machi */?）是神奈川縣的一町。湯河原溫泉位于該地，是有名的溫泉町。盛产湘南黃金。

## 交通

### 鐵路
東日本旅客鐵道
- 東海道本線：湯河原站

### 道路
- 箱根收費公路
- 湯河原公園大道
- 真鶴道路
- 國道135號
- 神奈川縣縣道75號湯河原箱根仙石原線
- 神奈川縣縣道740號小田原湯河原線
- 靜岡縣縣道20號熱海箱根峠線